# Артеміда-1
«Артеміда-1» (англ. Artemis 1) або Exploration Mission 1 — це другий безпілотний політ космічного корабля (КК) «Оріон», запуск якого вперше забезпечила ракета SLS, згідно із програмою НАСА «Артеміда», що відбувся в листопаді-грудні 2022 року. КК пробув у космосі 25 днів. Програма «Артеміда-1» була призначена для демонстрації можливостей інтегрованих систем «Оріона» для наступних пілотованих місій, а також для випробування термоізоляції корабля протягом високошвидкісного (11 км/с) входження в атмосферу під час повернення на Землю. Наступницею цієї місії стане вже пілотована, місія «Артеміда-2».
Спочатку було повідомлено про старт 29 серпня, але потім неодноразово старт переносився. Останнє перенесення через тропічний шторм Ніколь запланувало запуск на 16 листопада 2022 року.
16 листопада о 8:47:44 за київським часом «Артеміда-1» була запущена з Космічного центру імені Кеннеді, з Пускового комплексу 39B. 11 грудня 2022 року о 18:40 за київським часом космічний корабель «Оріон» приводнився в океані біля Каліфорнії, завершуючи місію повним успіхом.

## Огляд місії

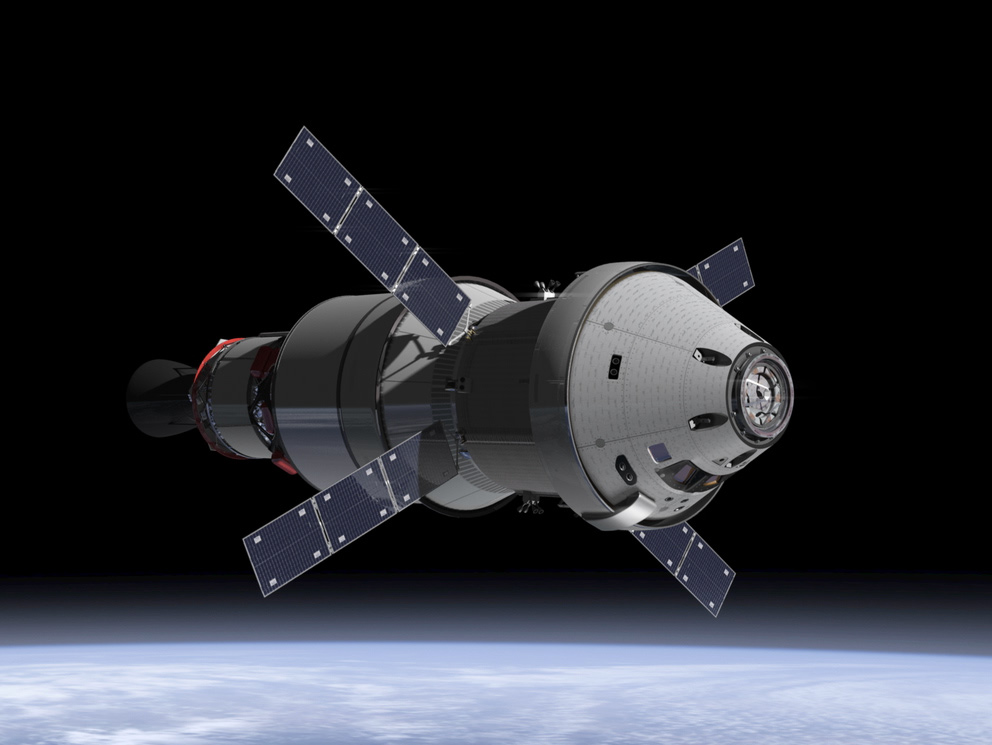
КК «Оріон» з ICPS на орбіті

«Артеміда-1» була запущена з допомогою версії ракети-носія SLS Block 1 До складу SLS Block 1 входить нижній ступінь, що складається з двох п'ятисегментних твердопаливних прискорювачів та центрального ядра із чотирьох двигунів RS-25, що розроблені ще для програми «Спейс Шаттл», та верхнього ступеня Interim Cryogenic Propulsion Stage (ICPS), що є модифікацією Delta Cryogenic Second Stage. Центральне ядро разом з бустерами забезпечує тягу в 4000 метричних тонн на старті. Верхній ступінь для місії «Артеміда-1» являє собою єдиний двигун RL10B-2.
Діставшись орбіти, ICPS запустив двигун, щоб здійснити вихід на навколомісячну орбіту, що відправило КК «Оріон» та 10 кубсатів на траєкторію до Місяця. Після цього «Оріон» від'єднався від ICPS та продовжив свій шлях самостійно. Після від'єднання «Оріону» ICPS Stage Adapter вивантажив кубсати для здійснення наукових досліджень та демонстрації технологій.
«Оріон» провів у космосі приблизно три тижні, включаючи шість днів на віддаленій ретроградній навколомісячній орбіті. Він пройшов на відстані приблизно 130 км від поверхні Місяця і віддалився від Землі на максимальну відстань 432 210 км.

## Хронологія польоту
Місія проходила за наступним планом
| Дата                    | Час (UTC)         | Подія                                       | Коментар                                                   |
| Запуск                  |                   |                                             |                                                            |
| 16 листопада            | 06:47:44          | Запуск                                      | КЦ ім. Кеннеді                                             |
|                         | 06:49:56          | Відокремлення твердопаливних прискорювачів  | Висота 45 км                                               |
|                         | 06:50:55          | Відкидання панелей Сервісного модуля та САП | Висота 91 км                                               |
|                         | 06:51:00          | Відкидання системи аборту запуску           |                                                            |
|                         | 06:55:47          | Закінчення роботи двигунів ракети           |                                                            |
|                         | 06:55:59          | Відділення ракети-носія від КК+ICPS         |                                                            |
|                         | 07:05:53 + 12 хв. | Розкриття сонячних панелей                  | Висота 484 км                                              |
|                         | 07:40:40 + 20 с   | Маневр підняття перигею                     | Висота 1'791 км                                            |
|                         | 08:17:11 + 17 хв  | Вихід на навколомісячну орбіту              | Висота 601 км                                              |
|                         | 08:45:20          | Відстикування ICPS від КК                   | Висота 3'849 км                                            |
| Політ до Місяця         |                   |                                             |                                                            |
| 16 листопада            | 14:35:15          | Перша корекція траєкторії                   | Вихід на траєкторію до Місяця                              |
| 17—20 листопада         |                   | Рух по інерції до Місяця                    | Відстань від Землі: 3849 — 394 501 км.                     |
| 21 листопада            | 12:44             | Маневр входу на навколомісячну траєкторію   | Відстань від Землі: 401 643 км. Відстань до Місяця: 130 км |
| Рух поблизу Місяця      |                   |                                             |                                                            |
| 21 листопада — 5 грудня |                   | Ретроградний рух навколомісячною орбітою    | Відстань від Землі: 348 931—437 321 км                     |
| Повернення на Землю     |                   |                                             |                                                            |
| 5 грудня                | 18:43             | Сходження із орбіти. Початок повернення     | Відстань від Землі: 358 558 км                             |
| 5 грудня — 11 грудня    |                   | Рух по інерції до Землі                     | Відстань від Землі: 364 804 — 67 527 км.                   |
| 11 грудня               |                   | Відокремлення Сервісного модулю             | Висота 5140 км                                             |
| 11 грудня               |                   | Входження в атмосферу                       | Висота 100 км. Швидкість корабля — 11 км/с                 |
| 11 грудня               | 17:40             | Приводнення капсули з екіпажем              | Місцезнаходження: Тихий океан                              |

## Корисне навантаження
16 січня 2013 року НАСА анонсувало, що Європейське космічне агентство побудує сервісний модуль «Оріона» на базі вантажного КК ATV. У січні 2015 року НАСА і Lockheed Martin повідомили, що деякі елементи капсули будуть на 25 % легшими, ніж у попередній версії. Це досягнуть завдяки тому, що конус складатиметься не з шістьох панелей, а з трьох. Також будуть замінені деякі інші деталі та проводка. Відповідно, кількість зварних швів зменшиться з 19 до 7, що, своєю чергою, призведе до зменшення маси металу, що витрачається на ці шви, і зробить корабель легшим.
Космічний корабель Orion перевозив три манекени, схожі на астронавтів, оснащені датчиками, щоб надавати дані про те, що можуть відчути члени екіпажу під час подорожі на Місяць.

### Вторинні корисні вантажі

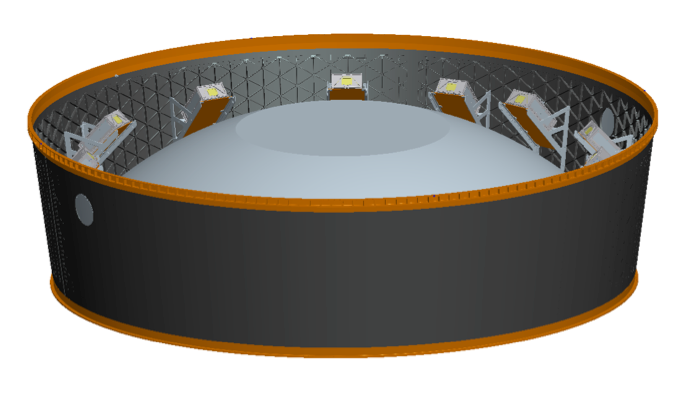
Адаптер для кріплення 13 CubeSat

Траєкторія польоту

Протягом польоту також було виконано 10 мінімісій, для кожної із яких призначено по одному кубсату — мініатюрному супутнику для космічних досліджень (вагою від 0,1 до 500 кг). Вони містилися в спеціальному адаптері між другим ступенем і «Оріоном». Відділившись у певний момент польоту, ці кубсати вперше почали досліджувати більш глибокий космос, бо існуючі до цього мінісупутники даного формату знаходились лише на ННО.
Місії для CubeSat, що добрані НАСА:
- Team Miles[en] — в якості рушійної системи використовуватиме іонні двигуни, які є гібридом плазмових та лазерних. Апарат визначатиме поширення плазми навколо Землі та перевірятиме можливість комунікації на відстані 4-96 млн км від Землі.
- Near-Earth Asteroid Scout[en] — підтвердження концепції керованого космічного апарата із сонячним вітрилом, спроможного знаходити астероїди, орбіти яких близькі до орбіти Землі. Їх досліджуватимуть, пролітаючи над ними на висоті до 10 км і використовуючи монохроматичну камеру наукового класу із високою роздільною здатністю. Інформація про фізичні властивості конкретних астероїдів могла б допомогти Asteroid Redirect Mission.
- BioSentinel[en] — астробіологічна місія, що використовуватиме дріжджі для виявлення, дослідження і порівняння впливу випромінювання глибокого космосу на живі організми протягом тривалого їх знаходження далі, ніж на ННО.
- LunIR — апарат, спроєктований компанією Lockheed Martin для здійснення астроспектроскопії та інфрачервоної спектроскопії поверхні Місяця.
- Lunar IceCube[en] — шукатиме докази існування водяного льоду на Місяці із висоти ~100 км (низька навколомісячна орбіта).
- CubeSat for Solar Particles[en] — вивчатиме потік динамічних частинок і магнітних полів, що надходять від Сонця. Результати досліджень можуть сприяти побудові мережі станцій для вивчення космічної погоди.
- Lunar Polar Hydrogen Mapper[en] — складатиме мапу наявності водню поблизу кратерів місячного Південного полюсу та відстежуватиме глибину залягання та поширення багатих на водень з'єднань, таких, як вода. Сателіт використовуватиме нейтронний детектор для вимірювання енергії нейтрона, що взаємодіятиме із матеріалом місячної поверхні. Планується, що протягом 60-денної місії апарат зробить 141 оберт навколо Місяця.
- EQUULEUS[en] — місія, запропонована Агентством аерокосмічних досліджень Японії. Відображатиме земну плазмосферу для вивчення середовища із випромінюваннями навколо Землі. Рухатиметься апарат у космічному просторі між Землею і Місяцем, коригуючи свою траєкторію завдяки низькоенергетичним маневрам.
- OMOTENASHI[en] — зможе літати над Місяцем та приземлятися на його поверхню, вивчаючи при цьому випромінювання.
- ArgoMoon[en] — надсилатиме НАСА зображення для підтвердження коректності проведених операцій, що відбуватимуться на ICPS[en] протягом польоту.

Ще три місії на CubeSat не попали на «Артеміду-1», оскільки вони не встигли підготуватись вчасно до запуску. Їм доведеться знайти інший шлях до Місяця:
- Cislunar Explorers[en] — апарат, що здійснюватиме електроліз; за рахунок цього і працюватиме його рушійна установка. Рухаючись різними навколомісячними орбітами, він зніматиме Місяць, Землю і Сонце.
- Earth Escape Explorer[en] — протягом цієї місії перевірятимуться можливості комунікації на великій відстані між системами зв'язку на Землі та на космічному апараті, а також довготривалість роботи апарата у космосі.
- Lunar Flashlight[en] — визначатиме присутність чи відсутність водяного льоду на поверхні Місяця і позначатиме його концентрацію у межах одного-двох кілометрів по траєкторії свого руху (в основному по затінених місцевостях місячного Південного полюсу).

## Схожі місії
У 1968 році космічний корабель Аполлон-8 із трьома астронавтами на борту десять разів облетів навколо Місяця, проводячи різноманітні дослідження.
На кінець 2018 року планувалася SpaceX lunar tourism mission по відправленню ракетою-носієм Falcon Heavy і КК Dragon 2 двох космічних туристів у подорож навколо Місяця. На початок 2018 року Dragon 2 ще не запускався? а тестовий політ Falcon Heavy відбувся 6 лютого 2018 р. Після нього Ілон Маск заявив, що більше не планує спільні запуски Falcon Heavy та Dragon 2, а натомість команда SpaceX зосередиться на розробці ракети BFR.

## Галерея

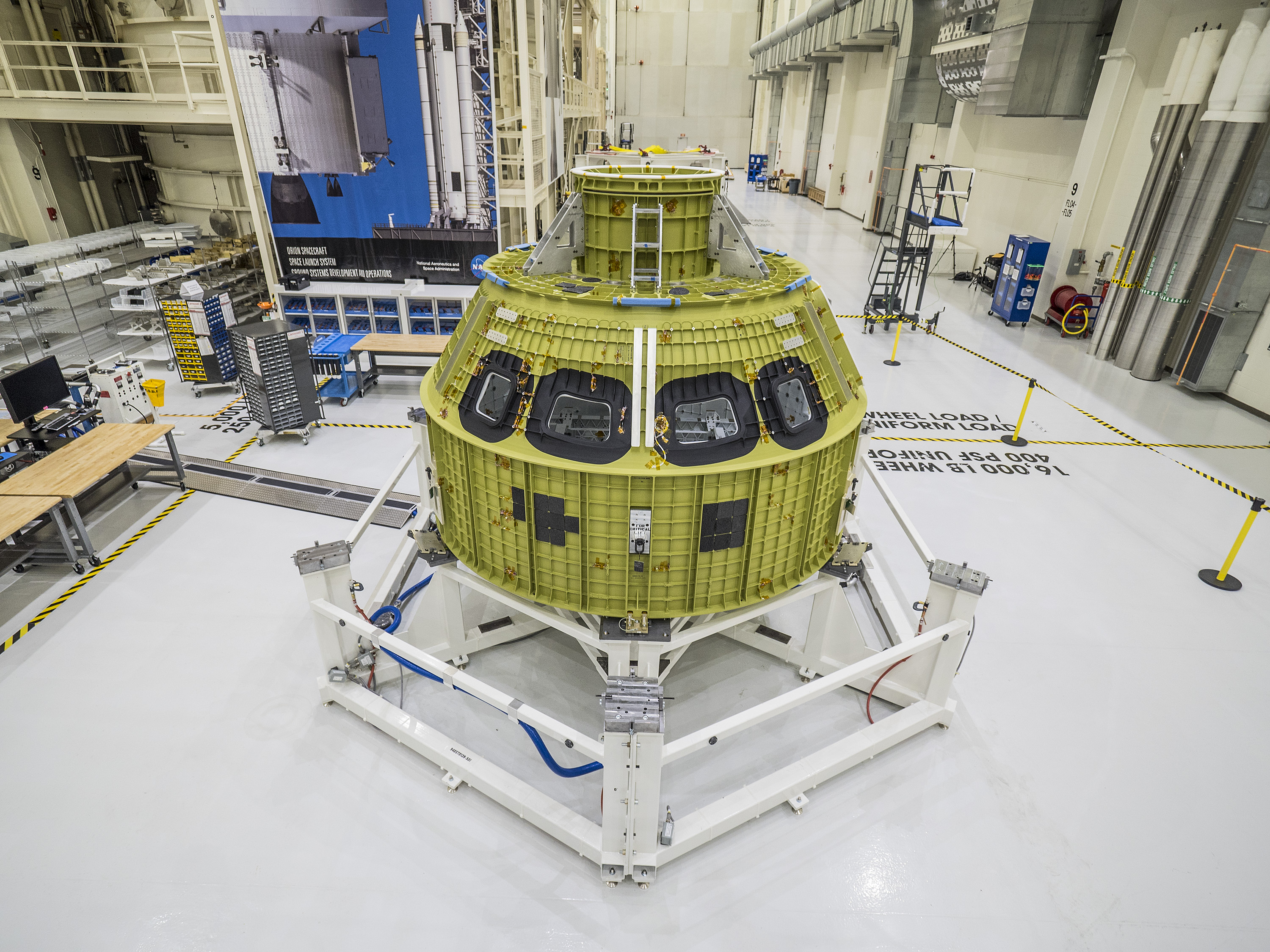
Структура «Оріона»
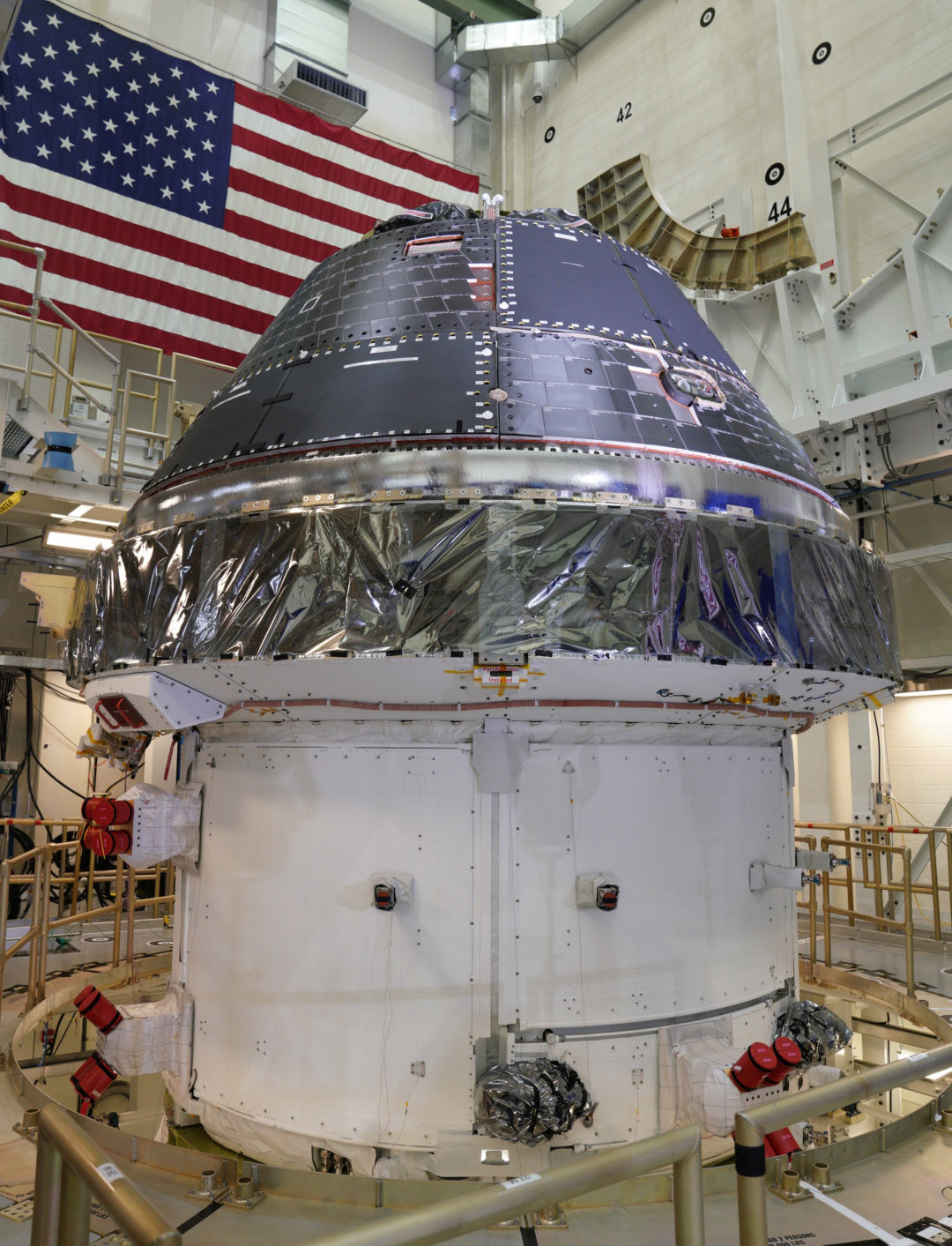
Космічний корабель «Оріон»
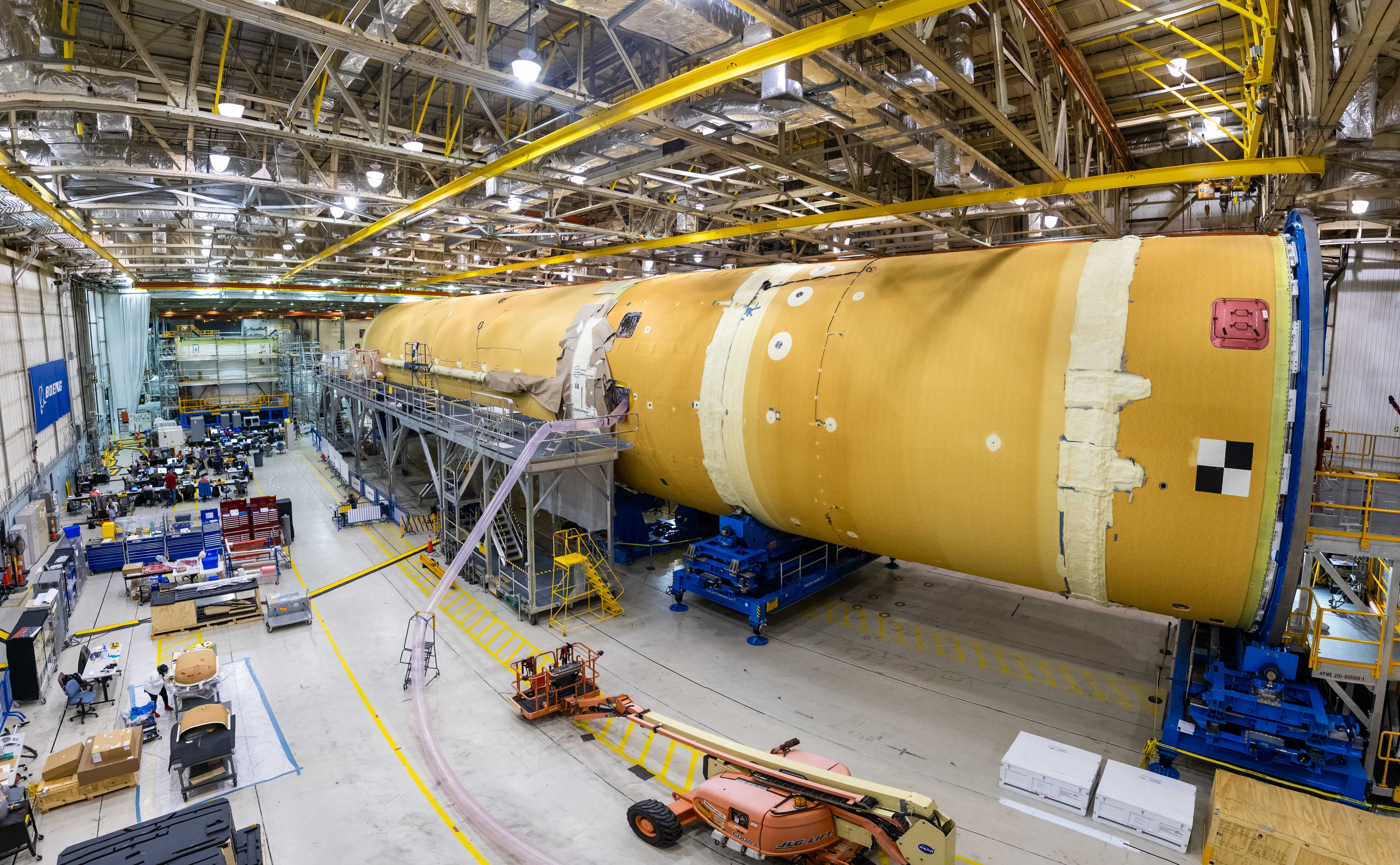
Ракета SLS готова на 80%
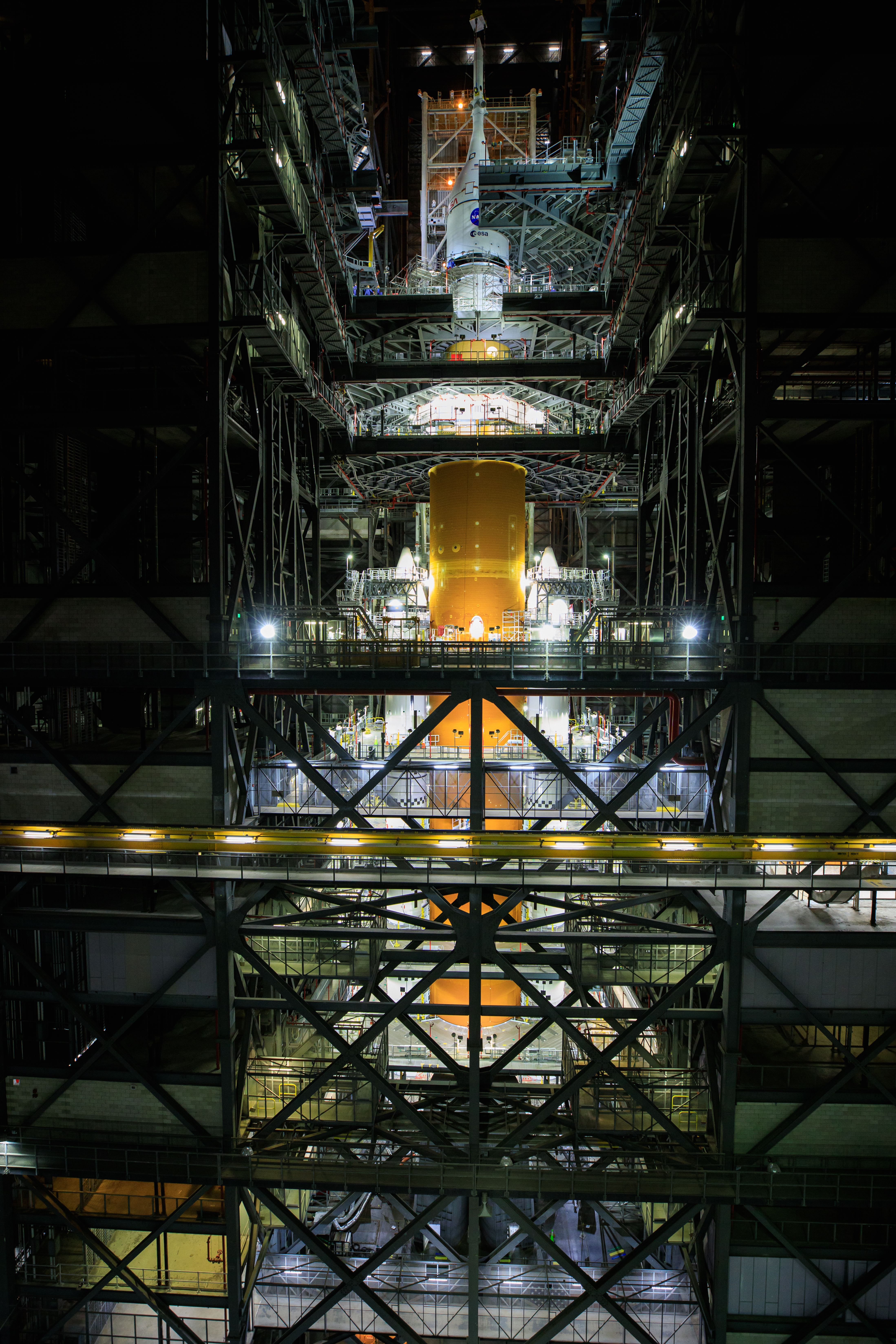
Artemis 1 з капсулою «Оріон»
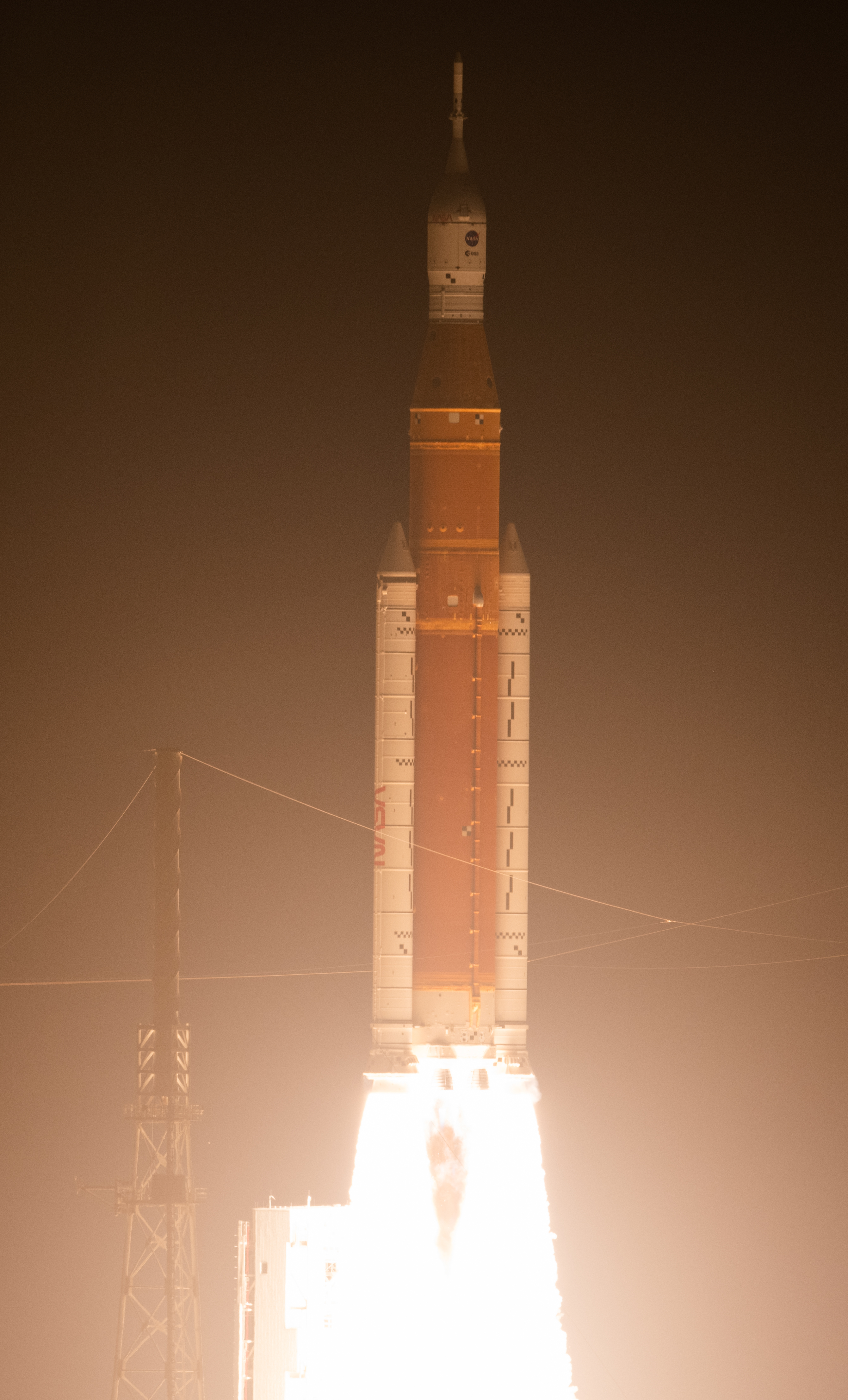
Запуск Artemis 1
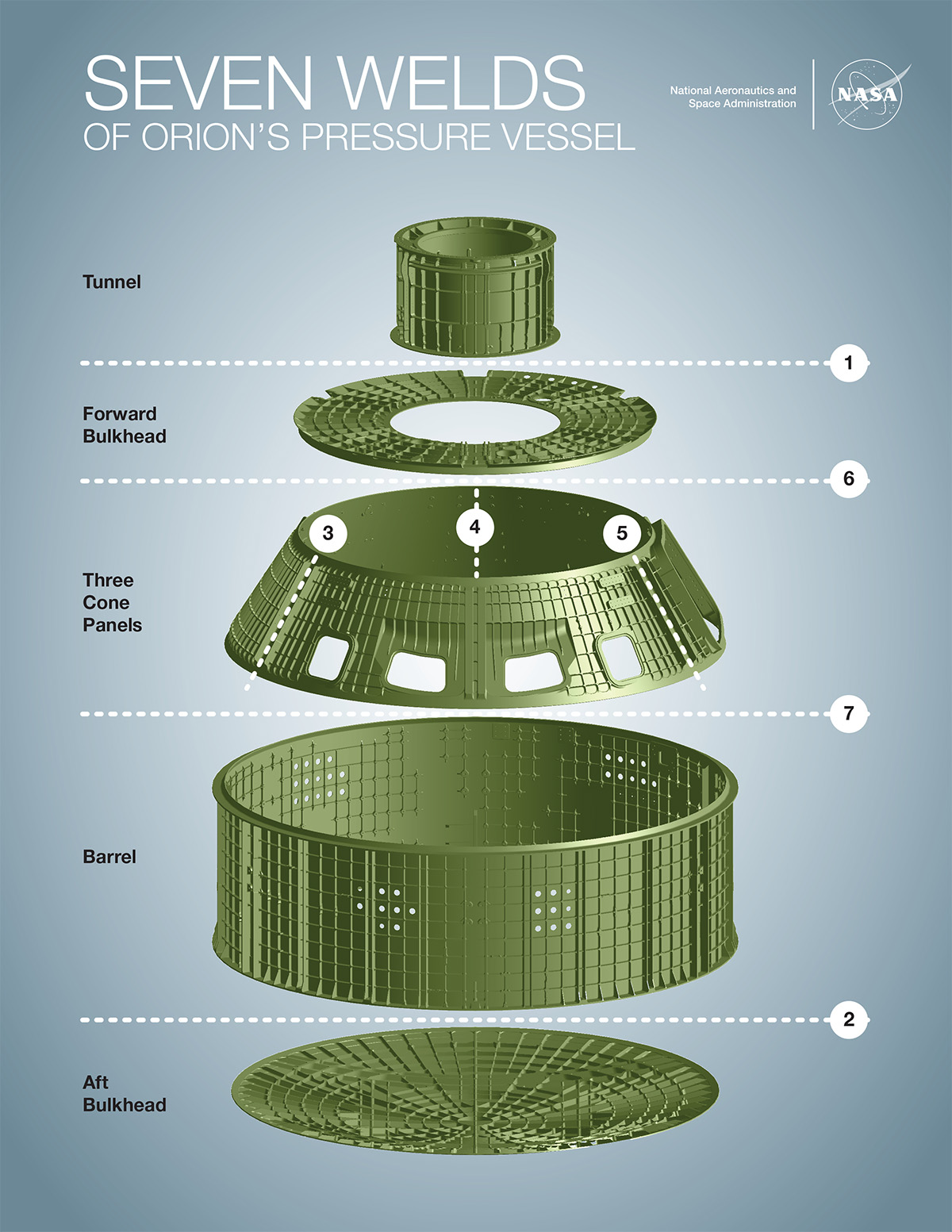
Послідовність зварювання КК
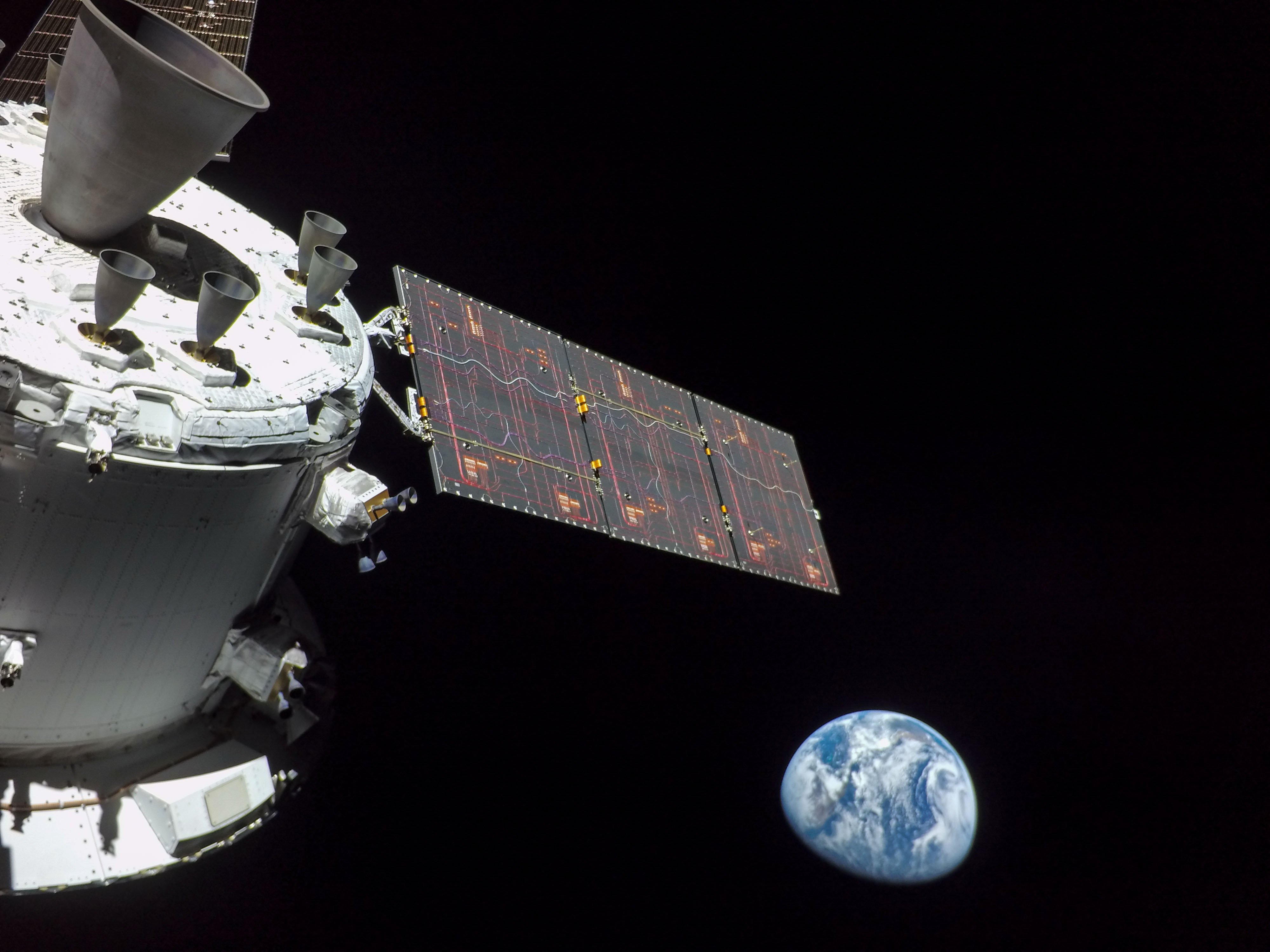
Вид Землі з Artemis 1